# Thymolphthalein
Thymolphthalein ist ein Triphenylmethanfarbstoff und gehört zur Familie der Phthaleine. Der Name setzt sich aus Thymol und Phthalsäureanhydrid zusammen. Das entsprechende Sulfonphthalein ist das Thymolblau. Es wird wie Phenolphthalein als pH-Indikator eingesetzt.

## Eigenschaften

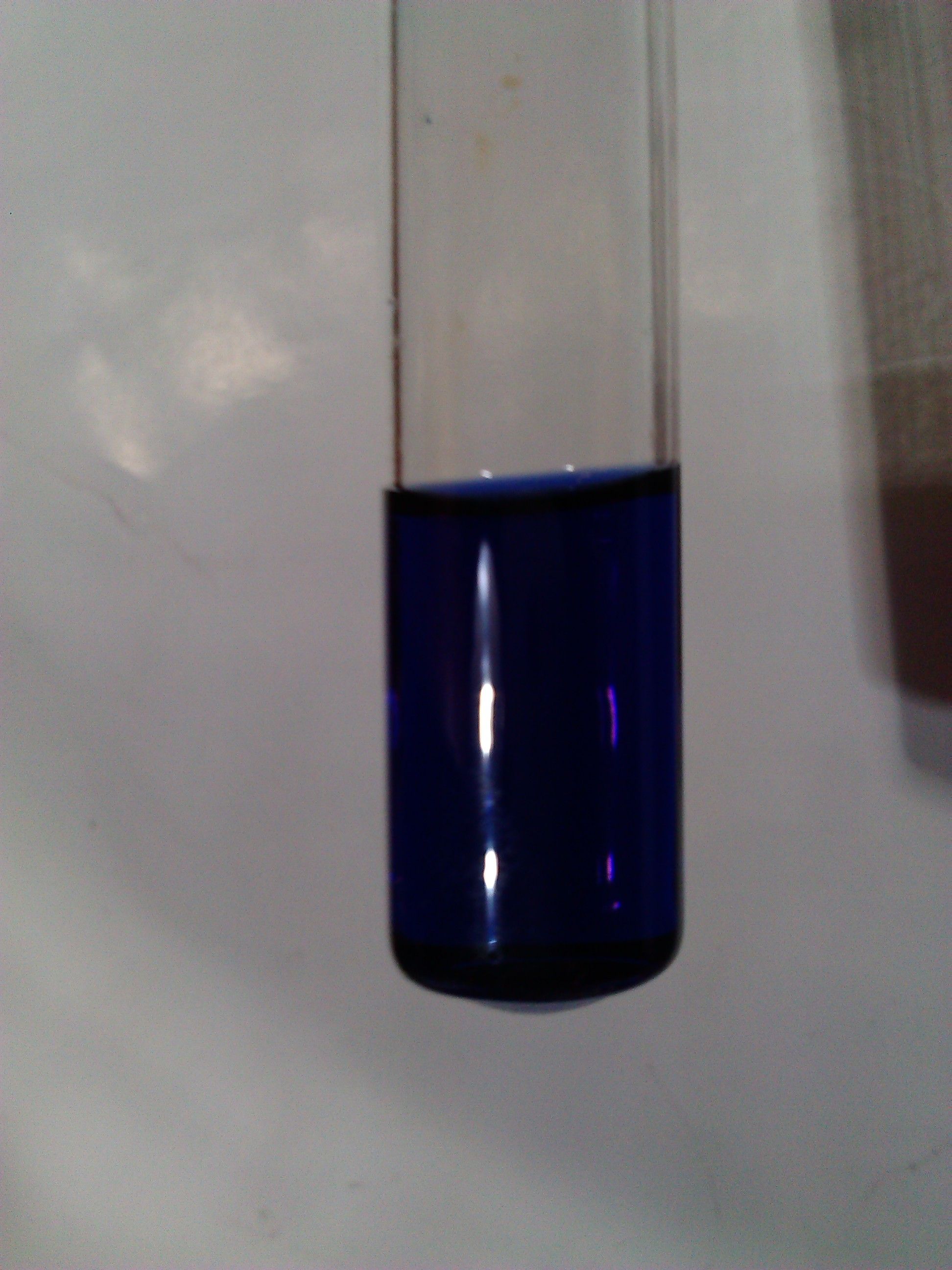
Blaue Farbe des Thymolphthaleins

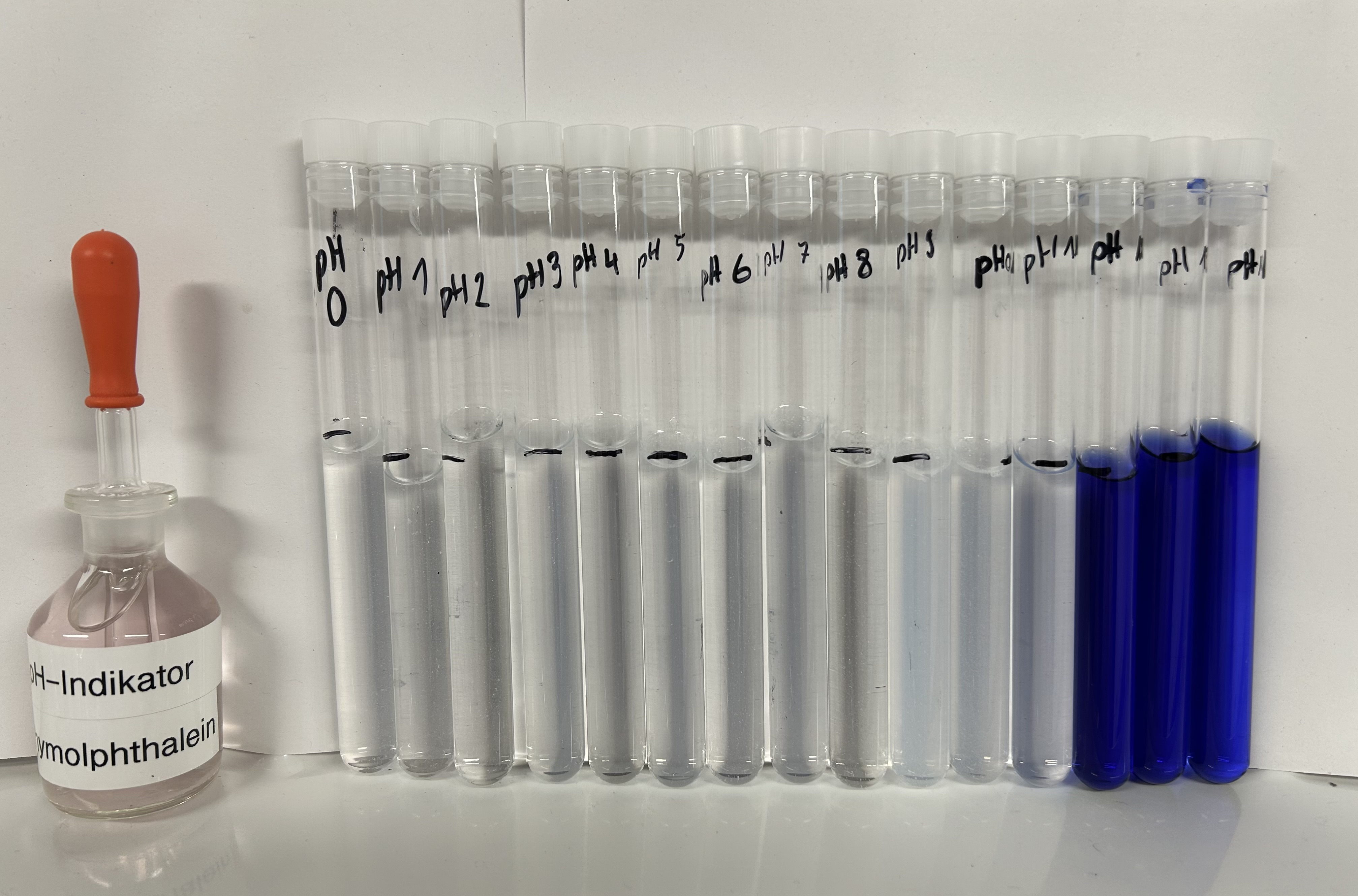
Thymolphthalein-Indikator in Lösungen vom pH-Wert pH 0 bis pH 14

Thymolphthalein ist ein weißes kristallines Pulver und in Wasser praktisch nicht löslich. Es findet meist in 0,1%iger alkoholischer Lösung Verwendung. Es ist selbst eine schwache Säure.
Bei einem pH-Wert von 0 bis etwa 9,3 ist gelöstes Thymolphthalein farblos, bei höherem pH-Wert (10,5) färbt sich die Lösung blau, im stark alkalischen Medium, bei einem pH-Wert nahe 14, wird sie wieder farblos. Es wird daher u. a. bei der Titration basischer Lösungen als Indikator verwendet. Besonders gut eignet es sich für die Bestimmung des zweiten Äquivalenzpunktes der Phosphorsäure bei pH ≈ 9,7.

## Darstellung
In einer Friedel-Crafts-Acylierung werden 2 Äquivalente Thymol und 1 Äquivalent Phthalsäureanhydrid in Gegenwart geringer Mengen konzentrierter Schwefelsäure oder Zinkchlorid umgesetzt.